# Ognjen Vranješ
Ognjen Vranješ (en serbio cirílico: Огњен Врањеш; pronunciación en bosnio: /ǒɡɲen ʋrâɲeʃ/) (Bania Luka, Yugoslavia, 24 de octubre de 1989) es un futbolista bosnio que juega como defensa. Su hermano Stojan Vranješ también es futbolista.

## Selección nacional
Ha sido internacional con la selección bosnia en treinta y ocho ocasiones.

### Participaciones en Copas del Mundo
| Mundial                        | Sede   | Resultado      | Partidos | Goles |
| ------------------------------ | ------ | -------------- | -------- | ----- |
| Copa Mundial de Fútbol de 2014 | Brasil | Fase de grupos | 1        | 0     |

## Clubes
| Club                      | País                 | Año       |
| ------------------------- | -------------------- | --------- |
| F. K. Borac Banja Luka    | Bosnia y Herzegovina | 2006-2009 |
| Estrella Roja de Belgrado | Serbia               | 2009-2010 |
| F. K. Napredak Kruševac   | Serbia               | 2010      |
| F. C. Sheriff Tiraspol    | Moldavia             | 2010      |
| F. C. Krasnodar           | Rusia                | 2011-2013 |
| F. C. Alania Vladikavkaz  | Rusia                | 2013-2014 |
| Elazığspor S. K.          | Turquía              | 2014      |
| Gaziantepspor             | Turquía              | 2015-2016 |
| Real Sporting de Gijón    | España               | 2016      |
| F. C. Tom Tomsk           | Rusia                | 2016      |
| AEK Atenas F. C.          | Grecia               | 2016-2018 |
| R. S. C. Anderlecht       | Bélgica              | 2018-2019 |
| AEK Atenas F. C.          | Grecia               | 2019-2020 |
| R. S. C. Anderlecht       | Bélgica              | 2020-2021 |
| R. Charleroi S. C.        | Bélgica              | 2021      |
| AEK Atenas F. C.          | Grecia               | 2021-2022 |
| Hatayspor                 | Turquía              | 2022-2023 |
| F. K. Čukarički           | Serbia               | 2023-2024 |

## Palmarés

### Campeonatos nacionales
| Título                 | Club                   | País                 | Año  |
| ---------------------- | ---------------------- | -------------------- | ---- |
| Liga de la Rep. Srpska | F. K. Borac Banja Luka | Bosnia y Herzegovina | 2008 |
| Liga griega            | AEK Atenas F. C.       | Grecia               | 2018 |